# العلاقات التشيكية الليختنشتانية
العلاقات التشيكية الليختنشتانية هي العلاقات الثنائية التي تجمع بين التشيك وليختنشتاين.

## مقارنة بين البلدين
هذه مقارنة عامة ومرجعية للدولتين:
| وجه المقارنة                                              | التشيك                                                                            | ليختنشتاين                                 |
| --------------------------------------------------------- | --------------------------------------------------------------------------------- | ------------------------------------------ |
| المساحة (كم2)                                             | 78.87 ألف                                                                         | 16                                         |
| عدد السكان (نسمة)                                         | 10.52 مليون                                                                       | 37.47 ألف                                  |
| الكثافة السكانية (ن./كم²)                                 | 133.38                                                                            | 234.19 ألف                                 |
| العاصمة                                                   | براغ                                                                              | فادوتس                                     |
| اللغة الرسمية                                             | اللغة التشيكية                                                                    | اللغة الألمانية                            |
| العملة                                                    | كرونة تشيكية، كرونة تشيكوسلوفاكية                                                 | فرنك سويسري                                |
| الناتج المحلي الإجمالي (بليون دولار)                      | 215.73 مليار                                                                      | 6.29 مليار                                 |
| الناتج المحلي الإجمالي (تعادل القوة الشرائية) بليون دولار | 356.15 مليار                                                                      |                                            |
| الناتج المحلي الإجمالي الاسمي للفرد دولار أمريكي          | 17.55 ألف                                                                         |                                            |
| الناتج المحلي الإجمالي للفرد دولار أمريكي                 | 31.19 ألف                                                                         |                                            |
| مؤشر التنمية البشرية                                      | 0.878                                                                             | 0.908                                      |
| رمز المكالمات الدولي                                      | +420                                                                              | +423                                       |
| رمز الإنترنت                                              | .cz                                                                               | .li                                        |
| المنطقة الزمنية                                           | ت ع م+01:00، ت ع م+02:00، توقيت وسط أوروبا، توقيت وسط أوروبا الصيفي، أوروبا/براغ ‏ | توقيت وسط أوروبا، ت ع م+01:00، ت ع م+02:00 |

## منظمات دولية مشتركة
يشترك البلدان في عضوية مجموعة من المنظمات الدولية، منها:
| علم المنظمة | اسم المنظمة                           | تاريخ انضمام التشيك | تاريخ انضمام ليختنشتاين |
| ----------- | ------------------------------------- | ------------------- | ----------------------- |
|             | الاتحاد البريدي العالمي               | ?                   | ?                       |
|             | منظمة حظر الأسلحة الكيميائية          | ?                   | ?                       |
|             | منظمة التجارة العالمية                | ?                   | ?                       |
|             | الأمم المتحدة                         | 19 يناير 1993       | 18 سبتمبر 1990          |
|             | منظمة الشرطة الجنائية الدولية         | ?                   | ?                       |
|             | البنك الأوروبي لإعادة البناء والتنمية | ?                   | ?                       |
|             | الاتحاد الدولي للاتصالات              | 1993                | 25 يوليو 1963           |
|             | مجلس أوروبا                           | ?                   | ?                       |
|             | منظمة الأمن والتعاون في أوروبا        | 1993                | 25 يونيو 1973           |

## وصلات خارجية
- موقع وزارة الخارجية التشيكية